# Kamienica Judy Salomonowicza przy ul. Gdańskiej 74 w Łodzi
Kamienica Judy Salomonowicza przy ul. Gdańskiej 74 w Łodzi – modernistyczna kamienica znajdująca się przy ul. Gdańskiej 74 w Łodzi.

## Historia
W 1932 Juda Salomonowicz, właściciel mechanicznej fabryki pończoch mieszczącej się przy ul. Gdańskiej 57, wystąpił do urzędu miasta z prośbą o zatwierdzenie projektu budynku mieszkalnego. W lipcu 1933 budynek frontowy, zrealizowany przez firmę Hermana Kalisza, został oddany do użytku. W 1934 przystąpiono do budowy oficyn — północnej i tylnej. Autorem projektu architektonicznego był Jerzy Rozenberg.
Przed wybuchem II wojny światowej w kamienicy mieszkał Jerzy Kosiński wraz z rodziną, wówczas pod nazwiskiem Lewinkopf.
Budynek wpisany jest do gminnej ewidencji zabytków miasta Łodzi pod numerem 171.

## Architektura
Kamienica znajduje się we wschodniej pierzei ul. Gdańskiej. Usytuowano ją na trapezoidalnej działce. Składa się z budynku frontowego trzy- oraz dwutraktowego z dwiema klatkami schodowymi umieszczonymi w trakcie tylnym i jednotraktowych oficyn, bocznej i tylnej, z centralnie usytuowanymi klatkami schodowymi. Układ budynku frontowego w strefie parteru zbudowano na planie czworokąta, z sienią przejazdową w części środkowej. Natomiast powyżej plan jest zbliżony do litery C.
Budynek frontowy podpiwniczono, a oficyny przesunięto o pół kondygnacji ze względu na wypłycenie piwnic. Dachy są dwu- i jednospadowe o niewielkim kącie nachylenia połaci. Fasada od strony ul. Gdańskiej posiada dwa ryzality stref skrajnych, o ścianach równoległych do skośnych granic bocznych posesji. Narożnik wewnętrzny ryzalitu północnego zaokrąglono. W strefie centralnej nad parterem znajduje się taras o pełnej balustradzie, a powyżej niego galeriowe balkony, o zaokrąglonych narożnikach, obiegające fasadę. Balustrady są częściowo pełne, częściowo ażurowe. Okna dwu- i trójdzielne, dwupoziomowe. Na parterze, w sąsiedztwie sieni przejazdowej od strony południowej, znajduje się lokal sklepowy z wejściem od narożnika zaokrąglonej witryny.
Kamienica posiada 42 mieszkania, w tym wysoki standard wyposażenia. W łazienkach wanny wpuszczono w strop. Budynek frontowy posiada dźwig osobowy. W piwnicy zachowała się kolejka szynowa na opał, chociaż obiekt przyłączono do miejskiej sieci centralnego ogrzewania.